# Wolf E. Allihn
Wolf Eberhard Allihn (* August 1932 in Kanada) ist ein deutscher Pädagoge und Schriftsteller.

## Leben
Der Sohn deutscher Einwanderer kam in Kanada zur Welt und kehrte bereits 1939 mit seiner Familie nach Deutschland zurück. Das Abitur legte er 1952 in Oldenburg ab und arbeitete im Anschluss ein Jahr lang im Bergbau, um sich das Studium zu finanzieren.
Nach dem Lehramtsstudium (Sport, Musik, Englisch und Pädagogik) an der Universität Köln und der Sporthochschule Köln arbeitete Allihn seit 1957 als Diplomsportlehrer. 1959 bis 1960 weilte er als Lehrer in Winnipeg, Kanada. 1962 legte er das Staatsexamen ab und arbeitete als Gymnasiallehrer. 1974 erfolgte die Beförderung zum Studiendirektor. 1982 promovierte er an der Universität Bochum zum Dr. phil. Bereits während seiner Lehrtätigkeit im Hochschuldienst veröffentlichte er neben Fachpublikationen Prosa- und Lyriktexte. Seit seiner Pension 1996 lebt der Vater zweier Söhne als freier Autor in Monheim am Rhein, wo er auch früher am Otto-Hahn-Gymnasium unterrichtet hatte.
Außerdem spielt Allihn Klarinette und selbst als Senior noch Tennis im TC Rot Gelb seines Heimatorts.

## Werk

### Fachpublikationen
- Gedanken über Sport bei José Ortega y Gasset in seinen bis Februar 1956 in deutscher Sprache erschienenen Werken. Diplomarbeit der Deutschen Sporthochschule Köln WS 1956/57.
- Schülererwartungen an den Pädagogik-Unterricht am Gymnasium. (= Phil. Diss. Bochum 1982) Peter Lang Verlag, Frankfurt/am M. u. a. 1983, ISBN 3-8204-7769-1

### Prosa & Lyrik
- Die Pasewalker Suggestion. Ein dokumentarisches Schauspiel. Frieling, Berlin 1989, ISBN 3-89009-072-9
- Pech-Vögel. Wörter für Wurzeln. Edition Fischer im R. G. Fischer Verlag, Frankfurt am Main 1992, ISBN 3-89406-530-3
- Immerhin : Gedichte und Prosa. Hrsg.: Kreis Mettmann, der Oberkreisdirektor, Hauptamt/Kultur, Mettmann 1993
- Nocturne. In: Geschichten aus dem Bergischen Land. Heinz-Risse-Literaturpreis 1998. Hrsg. v. d. Bürgerstiftung Baden, Solingen 1999, S. 96–104.
- Im Regenbaum oder auf der Suche nach dem Ursprünglichen. (Roman) Gralinski, Wuppertal 2006, ISBN 978-3-9811032-2-9
- Vom unmittelbar Menschlichen. (Lyrik, deutsch/englisch) Gralinski, Wuppertal 2006, ISBN 978-3-9811032-1-2
- Irrfahrt und Rausschmiss. Wortgewaltig-Verlag, Hanau 2008, ISBN 978-3-940372-05-5[3]
- Ein Sack voll Welt. Lebensbilder eines weit Herumgekommenen. ars una, Neuried 2011, ISBN 978-3-89391-845-4